# Rue du Pont-de-l'Arche-de-Mauves
Pour les articles homonymes, voir Rue du Pont.
La rue du Pont-de-l'Arche-de-Mauves est une voie de Nantes, en France.

## Situation et accès
Située dans le quartier Malakoff - Saint-Donatien, cette artère de 270 mètres part du boulevard Ernest-Dalby, franchit le pont de la Moutonnerie vers le sud, pour aboutir au mail Pablo-Picasso. À cet endroit, elle prolonger par le chemin du Pont-de-l'Arche-de-Mauves.

## Historique
Cette dénomination est récente et entre dans le cadre de la réorganisation du plan de circulation du quartier Malakoff-Pré Gauchet. Auparavant, le « chemin du Pont-de-l'Arche » constituait, pour les habitants de Malakoff, l'une des seules voies permettant de rejoindre directement les autres quartiers nantais en passant sous trois ponts ferroviaire successifs assez étroits, dont le pont de la Moutonnerie (les autres possibilités consistaient à rallier le quai Malakoff en passant sous le pont Résal ou rejoindre le boulevard de Seattle en faisant de même avec les ponts de la Vendée).
Aujourd'hui la partie nord de l'ancienne voie de circulation routière est désormais réservée aux circulations douces (piétons et aux deux-roues), et a été doublée d'une nouvelle voirie destinée à la circulation automobile. La partie sud du « chemin du Pont-de-l'Arche » a été rebaptisée « chemin du Pont-de-l'Arche-de-Mauves » et est entièrement dédiée aux circulations douces.

## Voies latérales

### Chemin du Pont-de-l'Arche-de-Mauves
Cette voie est devenue entièrement piétonne et relie la rue du Pont-de-l'Arche-de-Mauves au boulevard de Berlin, en longeant la Petite Amazonie à l'est, et la « piscine de la Petite Amazonie » à l'ouest.

### Coordonnées des lieux mentionnés
1. ↑  Chemin du Pont-de-l'Arche-de-Mauves : 47° 13′ 00″ N, 1° 31′ 53″ O
2. ↑  Piscine de la Petite Amazonie : 47° 12′ 59″ N, 1° 31′ 54″ O